# Władysław Pelc
Władysław Antoni Pelc (ur. 27 czerwca 1906 w Wysokiem Mazowieckiem, zm. 2002 w Beaugency, Francja) – polski pisarz, dyplomata.

## Życiorys
Syn Emila Pelca i Julii z Sokolików, wychował się w Budechu, gdzie jego ojciec prowadził zajazd. Po ukończeniu rosyjskiej szkoły kolejowej w 1920 wyjechał do Harbina, gdzie do 1926 uczył się w gimnazjum polskim im. Henryka Sienkiewicza. Po uzyskaniu świadectwa dojrzałości podjął decyzję o wyjeździe do Warszawy, gdzie rozpoczął studia na Wydziale Polonistyki Uniwersytetu Warszawskiego. Od 1928 działał w Towarzystwie Przyjaźni Polsko-Chińskiej i w Instytucie Wschodnim (współzałożycielem Orientalistycznego Koła Młodych), a także był przedstawicielem chińskich towarzystw polonijnych. W 1929 zawiesił na rok naukę i na zlecenie Towarzystwa Polsko-Chińskiego wyjechał do Harbina, gdzie założył Akademickie Koło Badań nad Chinami. W 1931 obronił pracę magisterską „Chiny w literaturze polskiej”, a następnie dzięki rekomendacji poznanego w Instytucie Wschodnim Tadeusza Hołówki z ramienia Ministerstwa Spraw Zagranicznych wyjechał do Harbinu, gdzie rozpoczął pracę jako kierownik referatu kulturalno-oświatowego w Konsulacie Rzeczypospolitej Polskiej. Założył tamtejszy klub „Prometeusz”, a w miejsce Akademickiego Koła Badań nad Chinami powołał do życia Polskie Koło Wschodnioznawcze, które wydawało czasopismo „Daleki Wschód” propagujące idee prometeizmu, a którego redaktorem był Władysław Pelc. Po agresji Japonii na Mandżurię w 1932 i powstaniu marionetkowego państwa Mandżukuo zmiany polityczne wymusiły zawieszenie działalności koła i wyjazd Władysława Pelca do Warszawy. Powrócił do Harbinu w maju 1933, przez rok pełnił funkcję sekretarza Polskiej Izby Handlowej. W 1934 wyjechał do Paryża, gdzie był attaché polskiej ambasady. Funkcję tę pełnił do zajęcia Paryża przez hitlerowców, a następnie wyjechał początkowo do Marsylii, a następnie do Nicei, gdzie za zgodą Philippe Pétaina otworzył tzw. Biura Polskie, które zastąpiły zamknięte konsulaty. W tym czasie założył koło „Albert” oraz nawiązał współpracę z działającym na terenie Francji polskim ruchu oporu. We wrześniu 1944 powrócił do Paryża, gdzie został wicekonsulem w polskiej ambasadzie. Od 1946 rozpoczął działalność wśród emigrantów z krajów, które znalazły się pod wpływem Związku Radzieckiego, stworzył tzw. Koła Porozumiewawcze z Litwinami, Łotyszami, Białorusinami, Ukraińcami oraz w latach 1947–1953 Koło Przyjaźni Polsko-Rosyjskiej. W 1956 został zatrudniony przez francuskie Ministerstwo Spraw Zagranicznych jako koordynator współpracy ze środowiskami emigracyjnymi z krajów będących po 1945 pod wpływem polityki ZSRR, w 1971 przeszedł na emeryturę.

## Dorobek literacki
Dorobek literacki Władysława Pelca obejmuje osiem tomów poezji filozoficzno-religijnej, w której poruszał tematykę Polonii żyjącej na Dalekim Wschodzie i w krajach, które na skutek zmian geopolitycznych znalazły się pod wpływem Związku Radzieckiego. Biegle posługiwał się czterema językami tj. chińskim, francuskim, angielskim i rosyjskim. Od 1934 był redaktorem czasopisma „Daleki Wschód”, współpracował z „Biuletynem Polsko-Ukraińskim” i „Wschodem”, gdzie publikował swój szkic dotyczący Dalekiego Wschodu.
W 1947 został odznaczony francuskim Krzyżem Wojennym (Croix de Guerre).